# Volker Weidler
Volker Weidler   (Heidelberg, 18 de març de 1962) va ser un pilot de curses automobilístiques alemany que va arribar a disputar curses de Fórmula 1. Fora de la F1 va guanyar, les 24 hores de Le Mans de l'any 1991.

## A la F1
Volker Weidler va debutar a la primera cursa de la temporada 1989 (la 40a temporada de la història) del campionat del món de la Fórmula 1, disputant el 26 de març del 1989 el G.P. d'e Brasil al circuit de Jacarepaguà.
Va participar en un total de deu curses puntuables pel campionat de la F1, disputades totes a la 1989, no aconseguint classificar-se per disputar cap cursa i no assolí cap punt pel campionat del món de pilots.

## Resultats a la Fórmula 1
| Any  | Equip       | Xassís | Motor    | 1       | 2       | 3       | 4       | 5       | 6       | 7       | 8       | 9      | 10      | 11  | 12  | 13  | 14  | 15  | 16  | Posició | Punts |
| ---- | ----------- | ------ | -------- | ------- | ------- | ------- | ------- | ------- | ------- | ------- | ------- | ------ | ------- | --- | --- | --- | --- | --- | --- | ------- | ----- |
| 1989 | Rial Racing | Rial   | Cosworth | BRA NVQ | SMR NVQ | MON NVQ | MEX NVQ | USA NVQ | CAN NVQ | FRA NVQ | GBR NVQ | ALE EX | HUN NVQ | BEL | ITA | POR | ESP | JAP | AUS | -       | 0     |

### Resum
| Curses: | Victòries: | Pòdiums: | Poles: | Voltes ràpides: | Punts: |
| ------- | ---------- | -------- | ------ | --------------- | ------ |
| 10 (0)  | 0          | 0        | 0      | 0               | 0      |